# Risque industriel en Lozère
Le risque industriel est un des risques majeurs susceptibles d'affecter le département de la Lozère (région Occitanie, France). Il se caractérise par la possibilité qu'un accident industriel se produise au sein d’une installation classée pour la protection de l'environnement et occasionne des dommages plus ou moins importants aux personnes, aux biens ou à l'environnement sur le territoire départemental.
Aucun établissement de statut Seveso n'est présent dans le département.
L'information de la population est faite via différents vecteurs. Le dossier départemental des risques majeurs (DDRM) recense à l’échelle d’un département l’ensemble des risques majeurs par commune, dont le risque industriel. Le document d'information communal sur les risques majeurs (DICRIM) précise au niveau communal ces risques. Il est complété par le plan communal de sauvegarde qui définit l'organisation pour y faire face. Enfin, depuis 2006, l’information des acquéreurs ou locataires doit être faite sur les risques auxquels le bien immobilier est exposé.

## Accidents industriels en Lozère

### Typologie des risques industriels
Les générateurs de risques sont regroupés en deux familles :
- Les industries chimiques produisant ou stockant des produits chimiques de base, des produits destinés à l'agroalimentaire (notamment les engrais), les produits pharmaceutiques et de consommation courante (eau de javel, etc.) ;
- Les industries pétrochimiques produisant l'ensemble des produits dérivés du pétrole (essences, goudrons, gaz de pétrole liquéfié).

Tous ces établissements sont des établissements fixes qui produisent, utilisent ou stockent des produits répertoriés dans une nomenclature spécifique.
Les effets  d’un accident industriel sont rangés en trois familles :
- Les effets thermiques sont liés à une combustion d'un produit inflammable ou à une explosion ;
- Les effets mécaniques sont liés à une surpression, résultant d'une onde de choc (déflagration ou détonation), provoquée par une explosion. Celle-ci peut être issue d'un explosif, d'une réaction chimique violente, d'une combustion violente (combustion d'un gaz), d'une décompression brutale d'un gaz sous pression (explosion d'une bouteille d'air comprimé par exemple) ou de l'inflammation d'un nuage de poussières combustibles. Pour ces conséquences, les spécialistes calculent la surpression engendrée par l'explosion (par des équations mathématiques), afin de déterminer les effets associés (lésions aux tympans, poumons, etc.) ;
- Les effets toxiques résultent de l'inhalation d'une substance chimique toxique (chlore, ammoniac, phosgène, etc.), à la suite d'une fuite sur une installation. Les effets découlant de cette inhalation peuvent être, par exemple, un œdème du poumon ou une atteinte au système nerveux.

## Connaissance du risque industriel

### Nombre de sites Seveso
La directive Seveso distingue deux types d’établissements, selon la quantité totale de matières dangereuses sur site : les établissements « Seveso seuil haut » et les établissements « Seveso seuil bas ». Les mesures de sécurité et les procédures prévues par la directive varient selon le type d’établissements (« seuil haut » ou « seuil bas »), afin de considérer une certaine proportionnalité.
Les autorités dénombrent 30 Installations classées pour la protection de l'environnement (ICPE) sous le régime de l'enregistrement et 75 sous celui de l’autorisation. Parmi celles-ci, aucune ne relève du régime Seveso au 5 novembre 2019,. Ce décompte peut varier en fonction de l'évolution de l'activité des entreprises ou des efforts de réduction des risques à la source par les exploitants. Les zéro sites Seveso sont les suivants :

### Nombre de sites émettant des polluants
L’approche intégrée de la réduction de la pollution des installations classées consiste à réduire si ce n’est éviter les émissions dans l’air, l’eau, le sol, en prenant en compte également la gestion des déchets afin d’atteindre un haut niveau de protection de l’environnement dans son ensemble. Ce principe est valable en France pour toutes les installations classées. Il existe dans le département de la Lozère 5 établissements rejetant des polluants relevant de la directive européenne n° 2010/75/UE du 24 novembre 2010 relative aux émissions industrielles (prévention et réduction intégrées de la pollution), dite directive IED, se répartissant sur 4 communes.

## Gestion du risque industriel

### Plans de prévention des risques technologiques (PPRT)
Conformément à la loi, tout établissement « Seveso seuil haut » met en œuvre un plan de prévention des risques technologiques (PPRT), un document qui vise à résoudre les situations difficiles en matière d'urbanisme héritées du passé et à mieux encadrer l'urbanisation future. L'exploitant met en œuvre toutes les mesures de sécurité envisageables pour atteindre un niveau de risque aussi bas que possible, compte tenu de l'état des connaissances et des pratiques et de la vulnérabilité de l'environnement de l'établissement : on parle de réduction du risque à la source. Le PPRT comporte des dispositions pour les constructions exposées au risque. En l'absence de site Seveso, aucun PPRT n'a été mis en place en Lozère.

### Information préventive des populations
Le droit à l'information générale sur les risques majeurs s'applique. Chaque citoyen doit prendre conscience de sa propre vulnérabilité face aux risques et pouvoir l'évaluer pour la minimiser. Pour cela il faut se tenir informé sur la nature des risques qui menacent, ainsi que sur les consignes de comportement à adopter en cas d'événement (mairie, services de l'État).
En complément du dossier départemental des risques majeurs (DDRM), pour les communes concernées par l’application du décret 90-918 codifié, le préfet transmet au maire les éléments d’information concernant les risques de sa commune, au moyen de cartes au 1/25 000 et décrit la nature des risques, les événements historiques, ainsi que les mesures d’État mises en place (dossier TIM). Le maire élabore le Dossier d'information communal sur les risques majeurs (DICRIM). Celui-ci synthétise les informations transmises par le préfet, complétées des mesures de prévention et de protection dont le maire a connaissance.

### Organisation de crise
En cas de crise grave, les acteurs compétents pour la mise en œuvre des secours sont  :
- L’industriel, qui dispose, pour tout incident ou accident circonscrit à l’établissement, de son Plan d’opération interne (POI) pour organiser le premier niveau de réponse face à l’évènement[14]
- Le préfet, qui élabore le Plan particulier d'intervention (PPI) pour faire face à un sinistre dont les conséquences dépassent les limites de l’établissement[15]. Le préfet est alors directeur des opérations de secours. La finalité de ce plan de secours est de protéger la population voisine des effets du sinistre. Ce plan, annexé au dispositif ORSEC départemental, définit le rôle de chacun des acteurs du risque majeur en cas d’accident grave. Le PPI est obligatoire pour tous les établissements classés Seveso « seuil haut »[14].
- Le maire qui, au niveau communal, est détenteur des pouvoirs de police et a la charge d’assurer la sécurité de la population. À cette fin, il prend les dispositions lui permettant de gérer la crise. En complément du secours aux personnes, le Plan communal de sauvegarde (PCS), quand il existe, permet au maire d’assurer le soutien et la sauvegarde de la population[14].